# Finska ortodoxa församlingen i Sverige
Finska ortodoxa församlingen i Sverige är ett östligt ortodoxt kristet samfund med säte i Stockholm. Församlingen tillhör Konstantinopels ekumeniska patriarkat genom metropolitdömet av Sverige och hela Skandinavien. Församlingens tempel, Helige Nikolai kyrka, är belägen på Bellmansgatan 13 på Södermalm i Stockholm.

## Helige Nikolai ortodoxa kyrka

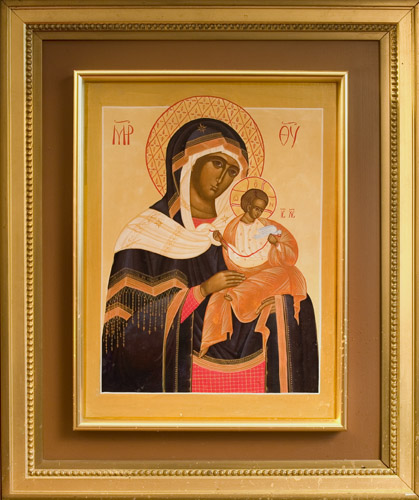
Finlands nationalikon, Guds Moders ikon av Konevitsa i Stockholms finska ortodoxa kyrka. Originalikonen finns i Valamo kloster i Heinävesi.

Helige Nikolai kyrka blev ursprungligen uppförd i mitten av 1700-talet som ett materialhus till Maria Magdalena kyrka, Stockholm. Förutom fasaden byggdes huset om till begravningskapell 1929 enligt ritningar av Lars Israel Wahlman (1870-1952). Wahlman, som var starkt influerad av nationalromantiken och jugend, har även ritat byggnader såsom Engelbrektskyrkan i Stockholm, Ansgarskapellet i Birka på Björkö, Djursholms begravningskapell och Nynäshamns kyrka.
Kyrkan är murad med putsytor och dess golv är belagt med kalkstensplattor. Väggarna är marmorerade i gulgråttrött. Altarrummets kalkmålning som föreställer Kristi uppståndelse utfördes 1929-30 av konstnären Gunnar Torhamn (1894-1965), och under tiden kyrkorummet tjänstgjorde som begravningskapell bar det namnet Uppståndelsekapellet.
Under åren 2006-2009 genomförde finska ortodoxa församlingen en omfattande renovering av kyrkan med det övergripande målet att återställa den kulturmärkta byggnadens interiör till sitt forna skick och omvandla den till ett fungerande ortodoxt tempel med bibehållen respekt för originalarkitekturen. I samband med detta utrustades kyrkan med en församlingssal (tidigare bårrum), kök och toalett. Originalbelysningen med glödlamporna dolda i takbården återinstallerades. En ny ikonostas som tillåter insyn i hela rummets arkitektoniska utformning inmonterades.
Kyrkans nya ikonostas är ritad av Stockholmsarkitekten Jacob Hidemark och dess ikoner är målade av Marja Liisa Alm. Bland andra ikonkonstnärer som bidragit till kyrkans utsmyckning kan nämnas Efti Papadopoupoulo-Georlin och Monika Pohjanen.

## Gudstjänsterna

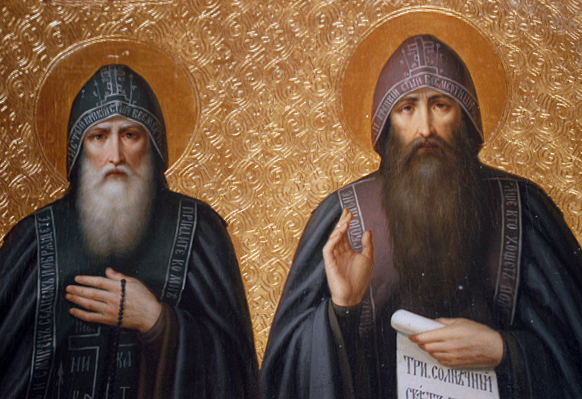
Helgonen Sergei och Herman av Valamo

Församlingen följer det gudstjänstbruk och kyrkokalender som råder i Finlands ortodoxa kyrka. Därför är församlingen det enda ortodoxa samfund i Sverige vars jul- och påskfirande alltid sammanfaller med det övriga svenska samhällets.
Församlingens gudstjänster firas till övervägande del på svenska. Andra liturgiska språk som används är finska, kyrkslaviska, grekiska och engelska. Melodierna i församlingens gudstjänster representerar med ett fåtal undantag den rysk-ortodoxa liturgiska traditionen.
Den viktigaste gudstjänsten som anordnas är nattvardsgudstjänsten som i Östortodoxa kyrkan benämns gudomlig liturgi. Under vigilia- gudstjänsten, som firas på lördagskvällar och aftnar före stora helger, förrättas en aftongudstjänst åtföljd av nästa dags morgongudstjänst och slutligen en högläsning av första tidebönen.
Under den kontemplativa kvällsbönen benämnd pravilo läses den i Ortodoxa kyrkan älskade Jesusbönen upprepade gånger åtföljt av förböner för deltagarnas nära och kära. Församlingens kvällsbön följer den klosterregel (pravilo), som gäller vid Valamo kloster i Finland. 
Regelbundet anordnas också åminnelsegudstjänster, panihida, för avlidna. Dessa kan anordnas som allmänna gudstjänster, men oftast som enskilda andakter, då församlingsmedlemmar ber om kyrkans förböner för sina avsomnade kära. 
Alla besökare oavsett samfundstillhörighet och trosuppfattning kan delta i församlingens gudstjänster. Emellertid kan enbart medlemmar i den ortodoxa kyrkan delta i nattvarden.